# Sukhona
Sukhona (russisk: Сухона, tr. Sukhona) er en flod i Vologda oblast i Rusland, bifold til Nordlige Dvina. Den er 558 km lang og har et afvandingsareal på 50.300 km². Middelvandføringen er 456 m³/sek. Vandføringen varierer fra 6.520 m³/sek, april - midten af juli, hvor floden skaber oversvømmelser, til 17,6 m³/sek, hvor floden ikke er sejlbar.
Sukhona udspringer i Kubenskojesøen i Vologda oblast og løber derfra i en nordøstlig retning. Den mellemste del af løbet er præget kløfter, strømfald og klippeøer. I den nederste del af løbet er strømhastigheden er lav.
Sukhona fryser til omkring månedsskiftet oktober/november og omkring månedsskiftet april/maj bryder isen op. Sukhona er sejlbar, med sommerophold på grund af vandmangel. Ud over sejlads benyttes Sukhona til tømmerflådning og rekreative formål.
De største byer langs Sukhona er Sokol og Velikij Ustjug. Vologda oblasts administrative center Vologda ligger ved bifloden Vologda. Sukhona løber sammen med floden Jug i Velikij Ustjug, der er udspring for Nordlige Dvina.
Fra Kubenskojesøen går Nordre Dvina-kanalen mod vest, og binder dermed Sukhona og Nordlige Dvina sammen med Volga-Østersøkanalen og vandvejssystemet i det øvrige Rusland.

## Galleri
- Sukhona ved Velikij Ustjug.
- Solnedgang over Sukhona nær Velikij Ustjug